# Empire (bài hát của Shakira)
"Empire" là một bài hát trích từ album Shakira của ca sĩ - nhác sĩ người Colombia Shakira.

## Xếp hạng
| Bảng xếp hạng (2014)                           | Vị trí cao nhất |
| ---------------------------------------------- | --------------- |
| Bỉ (Ultratip Wallonia)                         | 15              |
| Bulgary (IFPI)                                 | 27              |
| Canada (Canadian Hot 100)                      | 92              |
| Croatia (Airplay Radio Chart)                  | 15              |
| Pháp (SNEP)                                    | 82              |
| Hungary (Rádiós Top 40)                        | 17              |
| Ireland (IRMA)                                 | 60              |
| Lebanon (The Official Lebanese Top 20)         | 8               |
| Scotland (OCC)                                 | 21              |
| Slovakia (Rádio Top 100)                       | 55              |
| South Korea (Gaon International Digital Chart) | 97              |
| Tây Ban Nha (PROMUSICAE)                       | 29              |
| Anh Quốc (OCC)                                 | 25              |
| Hoa Kỳ Billboard Hot 100                       | 58              |
| Hoa Kỳ Pop Airplay (Billboard)                 | 26              |

## Chứng nhận
| Quốc gia                                                                           | Chứng nhận | Số đơn vị/doanh số chứng nhận |
| ---------------------------------------------------------------------------------- | ---------- | ----------------------------- |
| Hoa Kỳ (RIAA)                                                                      | Platinum   | 1,000,000‡                    |
| * Chứng nhận dựa theo doanh số tiêu thụ. ^ Chứng nhận dựa theo doanh số nhập hàng. |            |                               |